# Dolichopus nitens
Dolichopus nitens är en tvåvingeart som först beskrevs av Fabricius 1805.  Dolichopus nitens ingår i släktet Dolichopus och familjen styltflugor. Inga underarter finns listade i Catalogue of Life.